# Nova Canàries
Nueva Canarias (NC) és un partit polític de les Illes Canàries. Fou fundat el 2005 en l'illa de Gran Canària per Román Rodríguez Rodríguez, ex president del Govern de Canàries, després de l'escissió dels membres de l'antiga ICAN de Coalición Canaria.
A l'illa de La Palma, Nueva Canarias arribà a un acord amb el partit Iniciativa por La Palma (INPA), per a presentar-se conjuntament a l'illa.

## Resultats electorals

### Parlament de les Illes Canàries
| Any  | Insular | Insular   | Regional | Regional | Escons | +/– | Govern            |
| Any  | Vots    | %         | Vots     | %        | Escons | +/– | Govern            |
| ---- | ------- | --------- | -------- | -------- | ------ | --- | ----------------- |
| 2007 | 50,749  | 5.4 (#4)  |          |          | 0 / 60 | Nou | Extraparlamentari |
| 2011 | 82,148  | 9.1 (#4)  |          |          | 3 / 60 | 3   | Oposició          |
| 2015 | 93,634  | 10.2 (#5) |          |          | 5 / 60 | 2   | Oposició          |
| 2019 | 80,891  | 9.1 (#4)  | 82,478   | 9.3 (#4) | 5 / 70 | =   | Coalició          |
| 2023 | 71,021  | 8.1 (#4)  | 63,251   | 7.2 (#5) | 5 / 70 | =   | Oposició          |

### Corts Generals
| Any       | Congrés          | Congrés          | Congrés          | Congrés          | Congrés          | Congrés  | Congrés | Senat    | Senat | Govern            |
| Any       | Vots             | %                | Pos.             | % Canàries       | Pos.             | Diputats | +/–     | Senadors | +/–   | Govern            |
| --------- | ---------------- | ---------------- | ---------------- | ---------------- | ---------------- | -------- | ------- | -------- | ----- | ----------------- |
| 2008      | 38,024           | 0.1              | 18è              | 3.8              | 4t               | 0 / 15   | Nou     | 0 / 11   | Nou   | Extraparlamentari |
| 2011      | Dins CC-NC-PNC   | Dins CC-NC-PNC   | Dins CC-NC-PNC   | Dins CC-NC-PNC   | Dins CC-NC-PNC   | 1 / 15   | 1       | 0 / 11   | =     | Oposició          |
| 2015      | Coalició NC-PSOE | Coalició NC-PSOE | Coalició NC-PSOE | Coalició NC-PSOE | Coalició NC-PSOE | 1 / 15   | =       | 0 / 11   | =     | Oposició          |
| 2016      | Coalició NC-PSOE | Coalició NC-PSOE | Coalició NC-PSOE | Coalició NC-PSOE | Coalició NC-PSOE | 1 / 15   | =       | 1 / 11   | 1     | Oposició          |
| 2019 (I)  | 36,193           | 0.1              | 18è              | 3.4              | 7è               | 0 / 15   | 1       | 0 / 11   | 1     | Extraparlamentari |
| 2019 (II) | Dins CC-NC-PNC   | Dins CC-NC-PNC   | Dins CC-NC-PNC   | Dins CC-NC-PNC   | Dins CC-NC-PNC   | 1 / 15   | 1       | 0 / 11   | =     | Oposició          |